# Aviv BaTzameret Tower
Aviv BaTzameret Tower (hebr. מגדל אביב בצמרת) – wieżowiec w osiedlu Park Cammeret we wschodniej części miasta Tel Awiw, w Izraelu.

## Historia
We wrześniu 2002 zatwierdzono plan budowy nowoczesnego osiedla Park Tzameret, w skład którego miało wejść 12 mieszkalnych drapaczy chmur. Kompleks mieszkalny był wzorowany na podobnych projektach realizowanych w Londynie i Paryżu. Budowa wieżowców rozpoczęła się w 2005 i zostanie ukończona w 2013.
Budowa wieżowca Aviv BaTzameret Tower trwała w latach 2006–2010.

## Dane techniczne
Budynek ma 32 kondygnacji i wysokość 108 metrów.
Wieżowiec wybudowano w stylu modernistycznym. Wzniesiono go z betonu. Elewacja jest wykonana w kolorach białym i granatowym.

## Wykorzystanie budynku
Wieżowiec jest wykorzystywany jako luksusowy budynek mieszkalny. W budynku mieści się basen pływacki, centrum spa (siłowania i fitness) oraz podziemny parking dla samochodów.